# グラーツ
グラーツ（独: Graz  発音）は、オーストリアの人口第2の都市で、シュタイアーマルク州の州都。人口は約29万人。郡に属さない憲章都市（Statutarstadt）であるが、グラーツ＝ウムゲーブング郡の郡庁が置かれている。
1999年に街の中心部がグラーツ市歴史地区として世界遺産に登録された（2010年に拡大登録）。2003年の欧州文化首都。

## 地勢・産業
グラーツ盆地のムール川沿いに位置する大学都市。多くの学生、研究者が居住する。市街はグラーツ盆地の北部に広がっている。東、北、西を400ｍ級のグラーツ山地の山々に囲まれ、南方はグラーツ平野に通じている。中心市街地（旧市街）は市中央部のムール川東岸に位置し、旧市街の周囲には路面電車のターミナルとなっているヤコミニ広場、シュロスベルク（城山）、川向いにはクンストハウスがある。自動車産業が盛んで郊外には大規模な自動車部品工場が軒を連ねている。約60キロ南にスロヴェニアのマリボル、150キロ北東にウィーンが位置している。

### 気候
グラーツはオーストリア南東部とスロベニアに特徴的なイリュリア気候に属し、ウィーンなどのパノニア気候と比べて地中海沿岸地域からの水蒸気による降水量が多く、また、アルプス山脈の南東側に位置するため偏西風が遮られ晴れやすい。平均気温はグラーツ空港で8.7℃、グラーツ大学で9.4℃。年間平均降水量は818.9㎜で、平均降水日数は92.1日（グラーツ大学）である。年間日照時間は2100時間以上、７月平均気温は20年平均で22℃と比較的温暖であるため、南ヨーロッパに分布する植物も多い。しかし冬には盆地に位置するため冷え込みやすい。

## 歴史

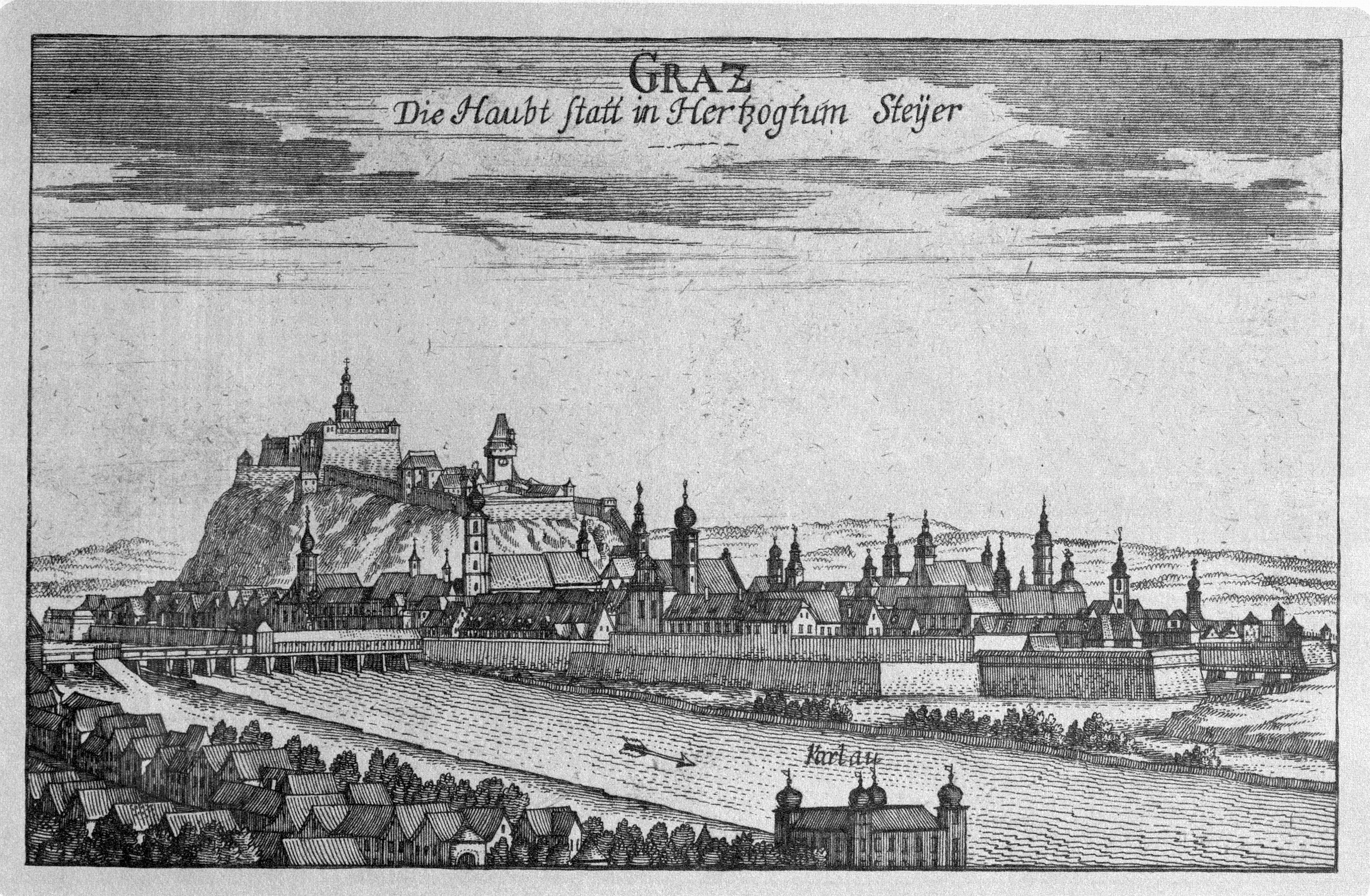
Graz, Georg Matthäus Vischer (1670)

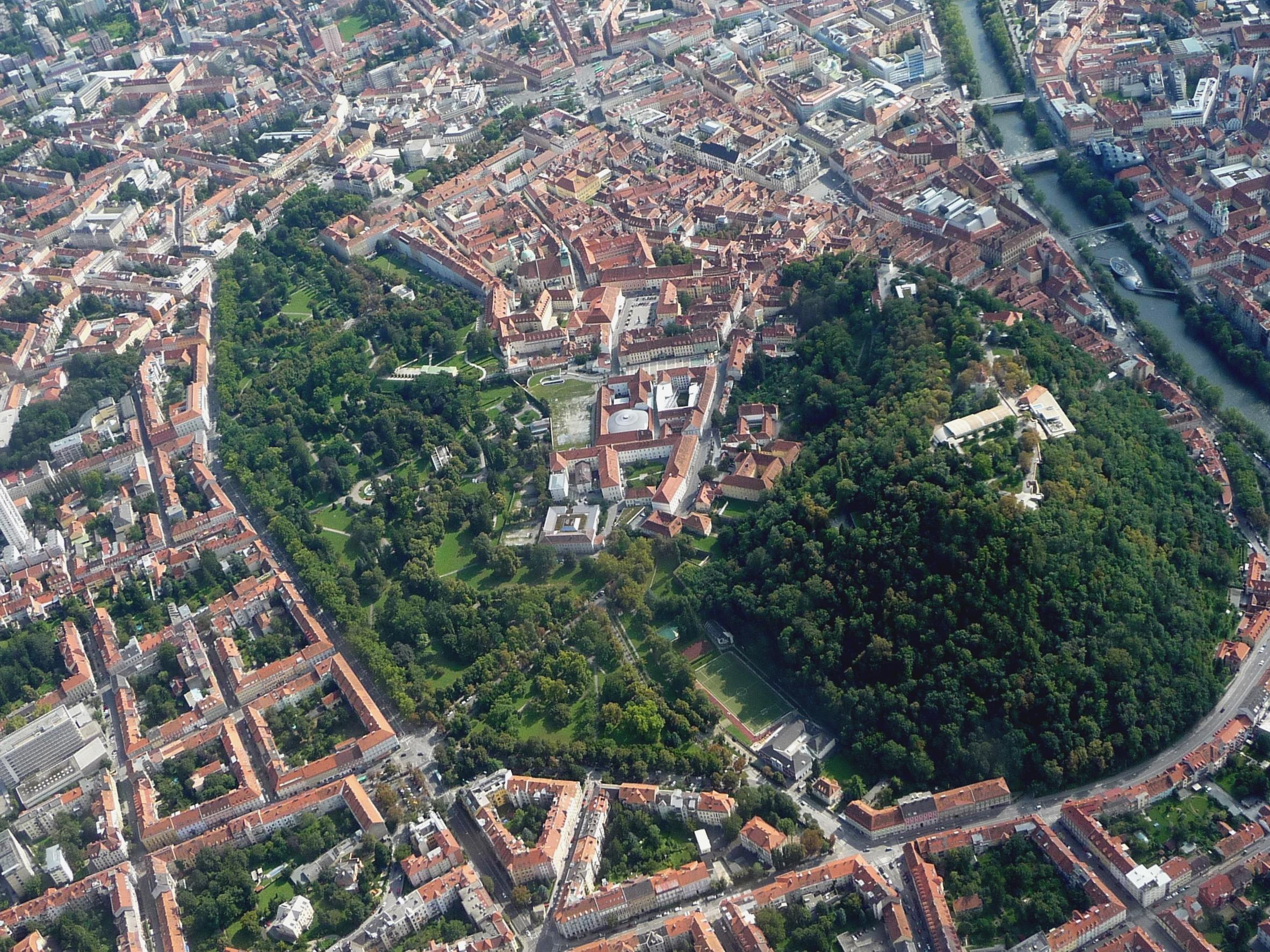
グラーツ旧市街の空撮

古代ローマ帝国の時代に設けられた砦がグラーツの起源であり、町の語源はスラブ語で「砦」を意味する「グラデツ」からきている。13世紀に都市特権を得た。中世後期よりハプスブルク家の支配下におかれ、フェルディナント2世など何人かの歴代皇帝がこの地で生まれた。1586年、グラーツ大学が創設され、同大学でヨハネス・ケプラーなど様々な学者が教壇に立った。19世紀以降、交通網の発展や工業化にともなって急速に発展し、現在のオーストリア領内において第2の規模を誇る都市へと成長した。第二次世界大戦では街の一部が破壊された。

## 文化・教育
市内にはいくつもの美術館・博物館が点在する。なかでも郊外に位置するエッゲンベルク城は州立博物館アルテ・ギャラリーとして公開され、ビザンティン美術から19世紀絵画までを取り揃えている。2007年には江戸時代に描かれた日本の屏風絵も発見され、特に豊臣時代の「大坂図屏風」は、これまで豊臣時代の大坂を描写した絵画資料が少なかったため、貴重なものである。エッゲンベルク城は2010年に世界遺産（後述）に拡大登録された。
その他現代美術を展示する州立博物館ノイエ・ギャラリーやクンストハウス、武器庫博物館が有名である。州立博物館と州立専門大学はヨハン大公にちなみヨアネウムと名づけられている。
ヨーロッパ有数の大学都市でもあり、グラーツ大学をはじめ工科大学、医科大学、芸術大学、教育大学等あわせて4万人以上の大学生が学んでいる。これらの大学は密接に交流を行っており、語学プログラムやスポーツプログラムは完全に一体化している。

### 主な文化施設

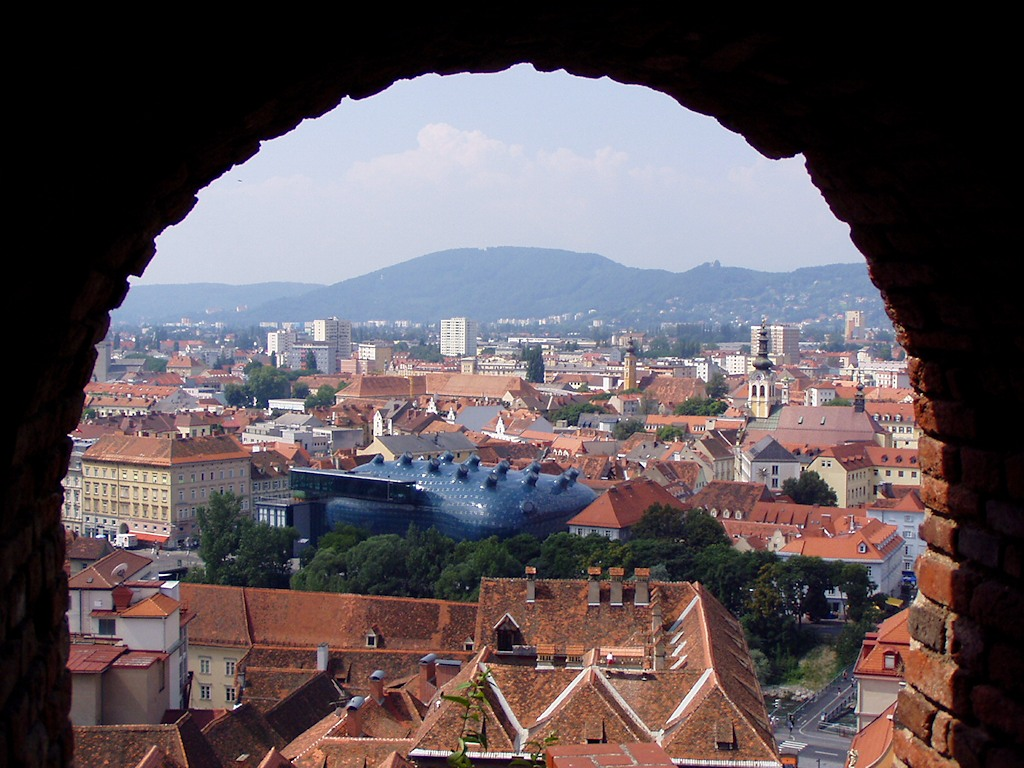
クンストハウスを望む街並み

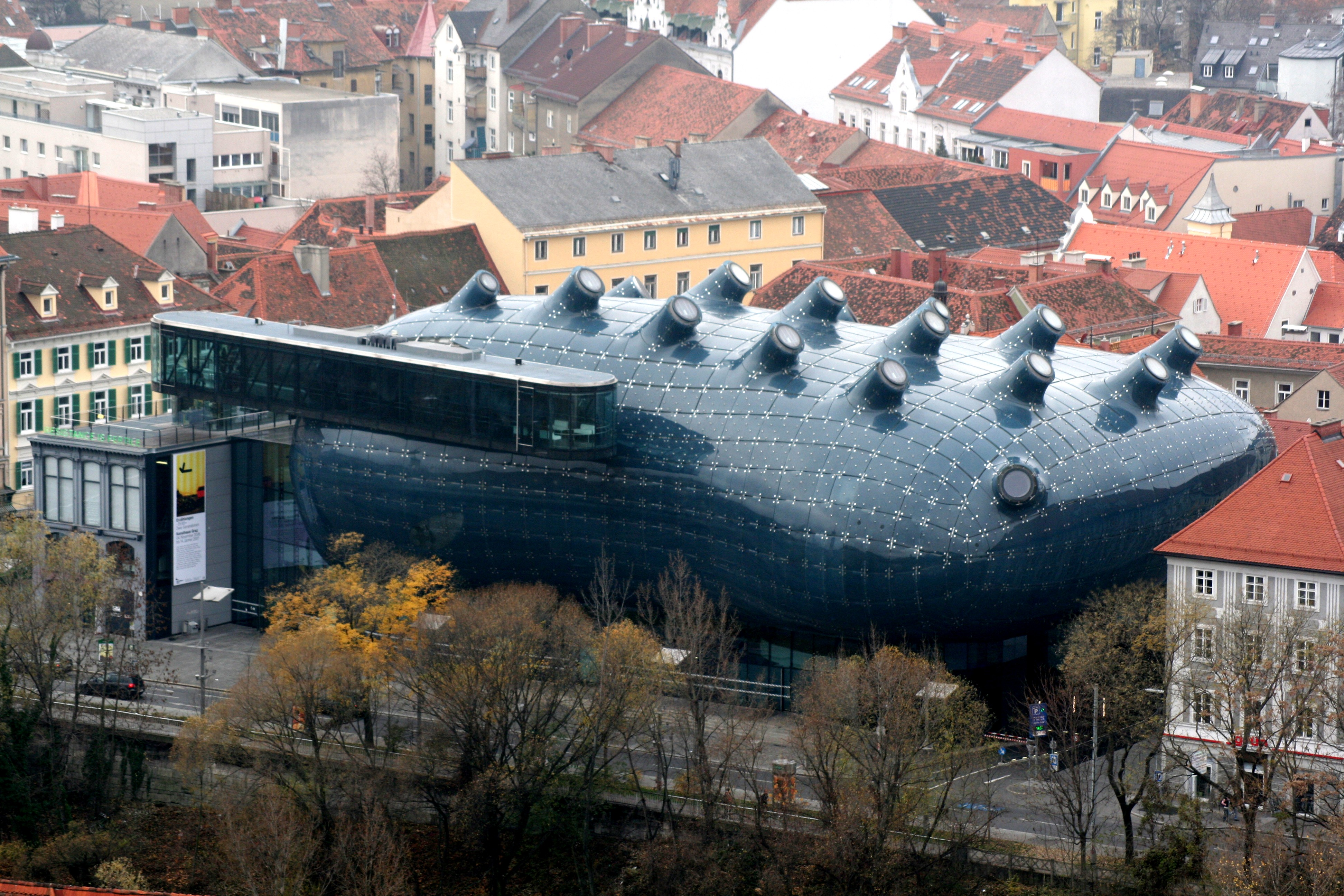
クンストハウス

- ヨアネウム - オーストリアの博物館としてはウィーンの美術史博物館に次ぐ規模であり、また最古の博物館でもある。
- エッゲンベルク城 - もと貴族の館だったが、現在は州立博物館ヨアネウムの絵画館として公開。
- クンストハウス - 2003年に欧州文化首都になったことを記念して建設された芸術文化施設。特異な外観はグラーツの落ち着いた街並みの中にあってひと際目立つ。
- 武器庫（ツォイクハウス）- 近世以降たびたびオスマン帝国の侵略を受けたグラーツには、当時の守備隊の鎧、武具が大量に武器庫に収められ、公開されている。
- グラーツ歌劇場 - 1899年に建造。オーストリアのオペラ座としてはウィーン国立歌劇場に次ぎ2番目の規模を誇る。

## スポーツ
- SKシュトゥルム・グラーツ - オーストリア・サッカー・ブンデスリーガのサッカークラブ。1990年代末より元日本代表監督イビチャ・オシムが監督のもとで黄金期を迎えたが、財政悪化とともに近年は低迷。
- グラーツ99ers - オーストリア・アイスホッケーリーグ1部のクラブ。

## 世界遺産

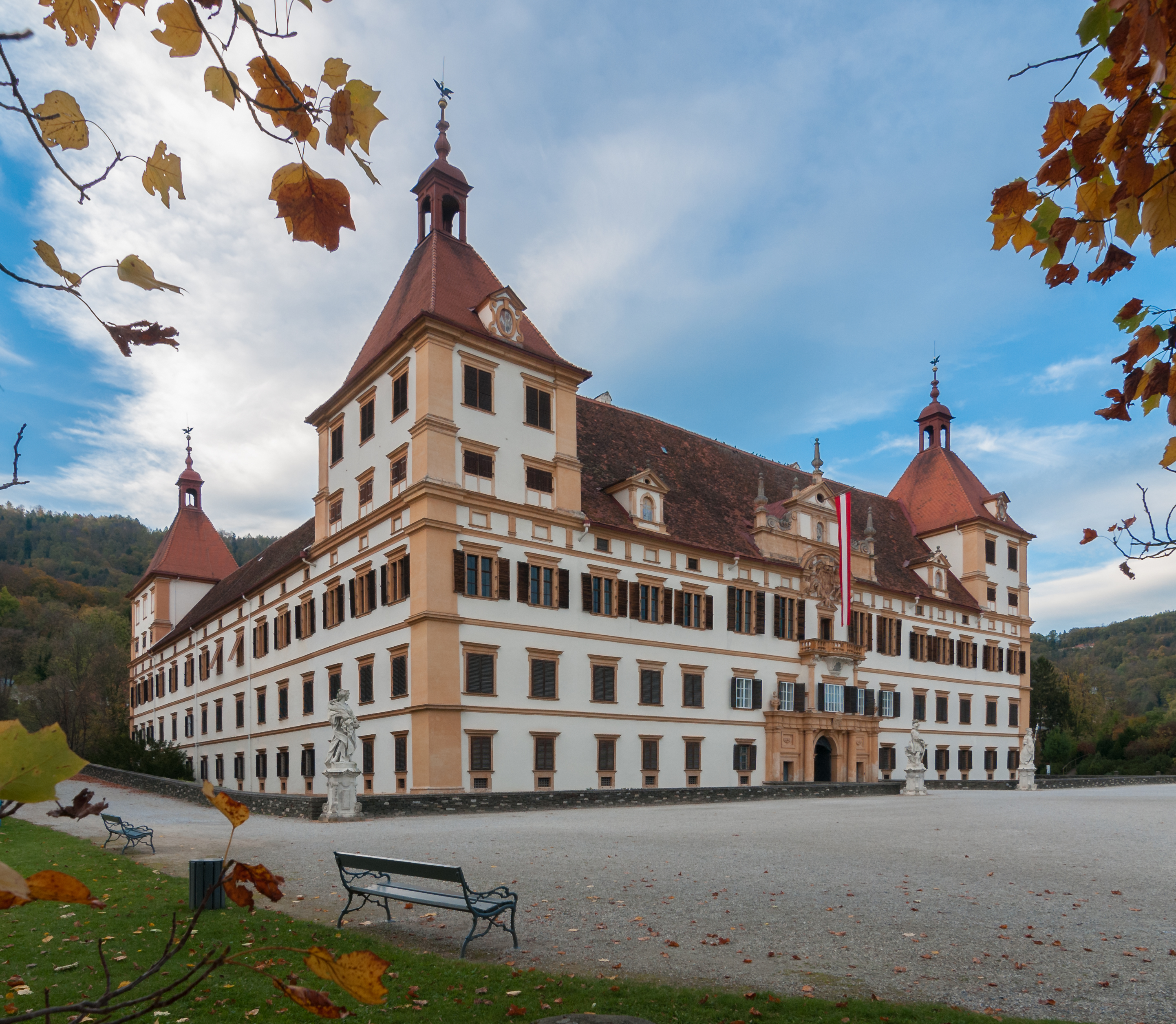
エッゲンベルク城

1999年に歴史地区のみが登録され、2010年にエッゲンベルク城が拡大登録されるとともに、登録名称も変更された。

## 交通
- グラーツ空港
- 鉄道の駅としてグラーツ中央駅（Graz Hauptbahnhof）があり、ウィーンへの特急列車が2時間間隔で発着するほか、ザルツブルクやインスブルック方面への特急列車、スロヴェニアやクロアチア方面への国際特急列車が発着する。スイスのチューリヒやハンガリーのブダペストへも直通列車がある。
- 2007年12月より、オーストリアでは4番目の「Sバーン」（S-Bahn：都市近郊鉄道網）である"S-Bahn Graz"がスタートした。当面は6系統が設定され、順次拡大の予定である。
- 市内には路面電車のグラーツ市電が７系統存在し、バスとともに市民の足になっている。

## 主な出身者
- フェルディナント2世 - 神聖ローマ皇帝　三十年戦争を招く
- フランツ・フェルディナント大公 - オーストリア・ハンガリー帝国皇太子　サラエヴォ事件で暗殺
- アーノルド・シュワルツェネッガー　- 俳優、政治家　※厳密にはグラーツ近郊のタール・バイ・グラーツ生まれ
- ゲオルク・クライゼル - 論理学者、数学者
- ワルター・クリーン - ピアニスト
- マリオ・ハース - サッカー選手
- ハインツ・フィッシャー - 政治家
- カール・ベーム - 指揮者
- ヨーゼフ・マルクス - 作曲家
- ニコラウス・アーノンクール - 指揮者。少年時代グラーツで育つ。
- ニコラ・テスラ - 電気技師、発明家。高校時代をグラーツで過ごす

## 姉妹都市
- コヴェントリー 、イギリス 1948年
- モントクレア 、アメリカ合衆国 1950年
- フローニンゲン 、オランダ 1965年
- ダルムシュタット 、ドイツ 1968年
- トロンハイム 、ノルウェー 1968年
- プーラ 、クロアチア 1972年
- トリエステ 、イタリア 1973年
- マリボル 、スロヴェニア 1987年
- ペーチ 、ハンガリー 1989年
- ドゥブロヴニク 、クロアチア 1994年
- サンクトペテルブルク 、ロシア 2001年
- リュブリャナ 、スロヴェニア 2001年

## ギャラリー

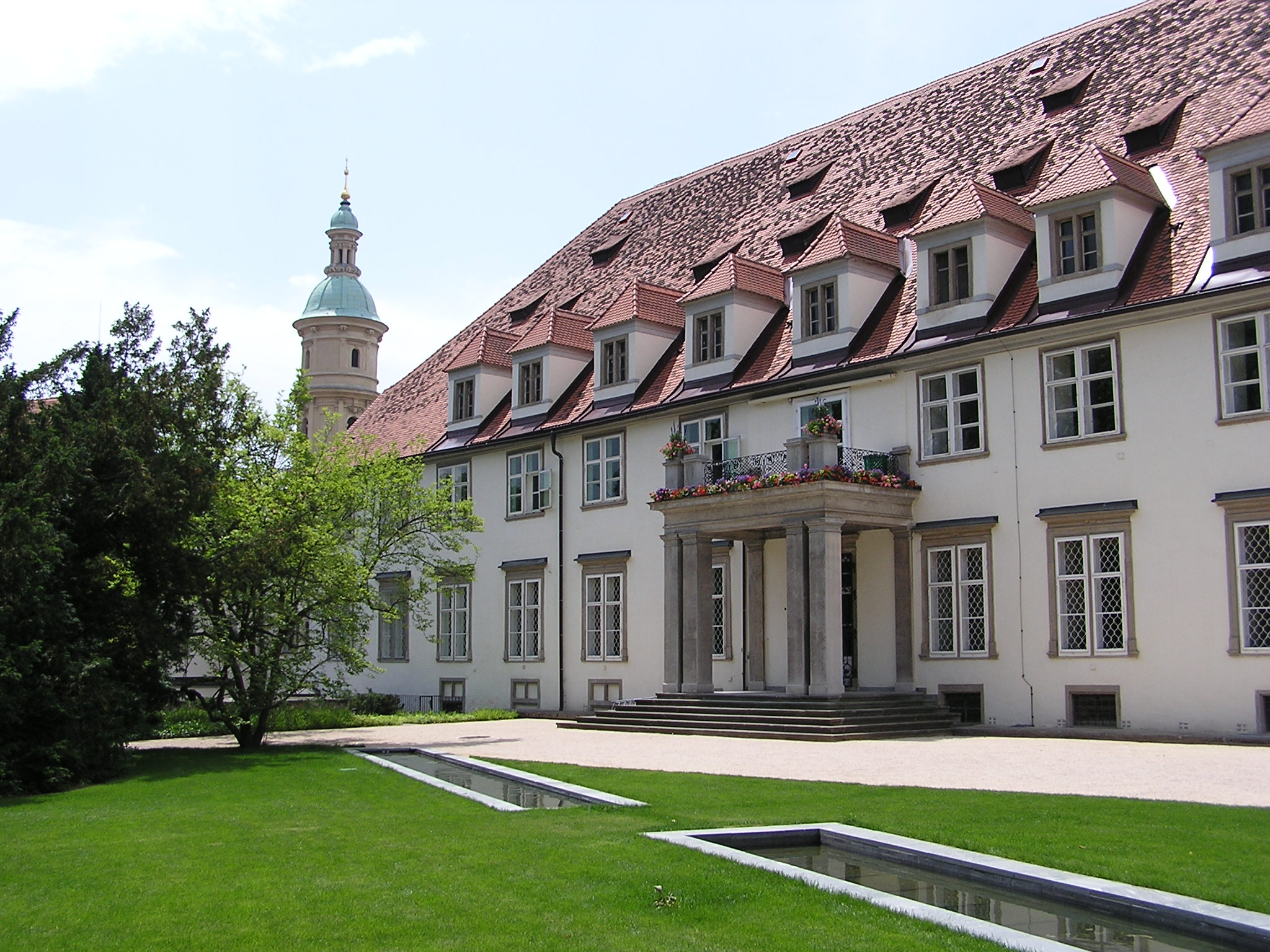
王宮
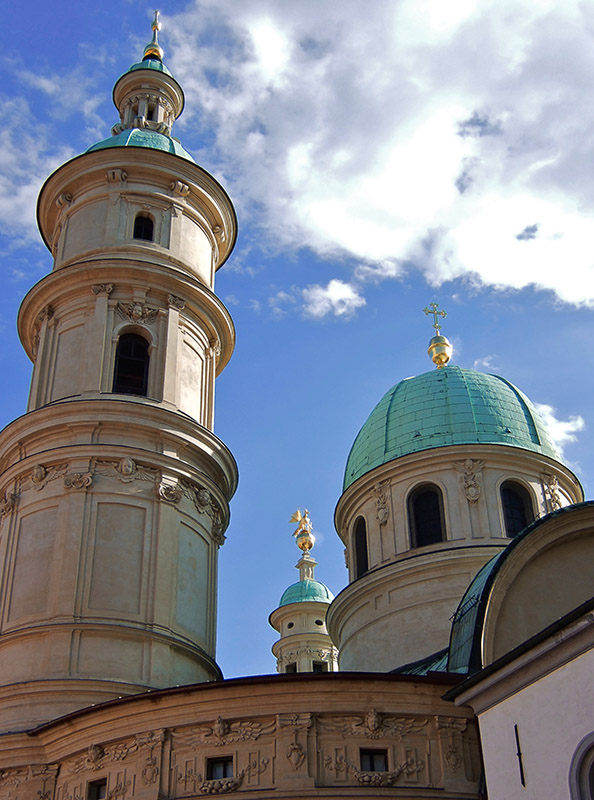
大聖堂
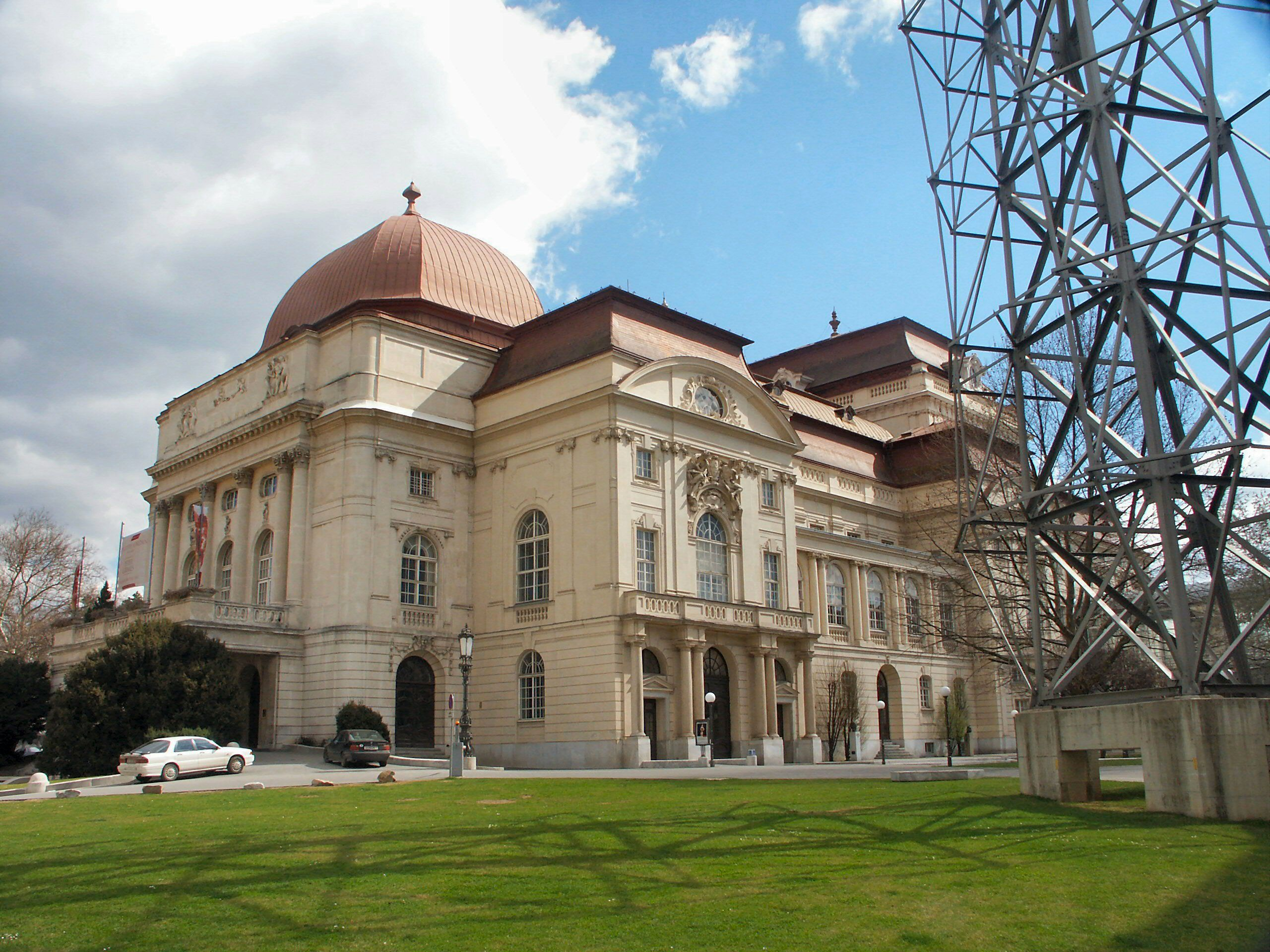
グラーツ歌劇場
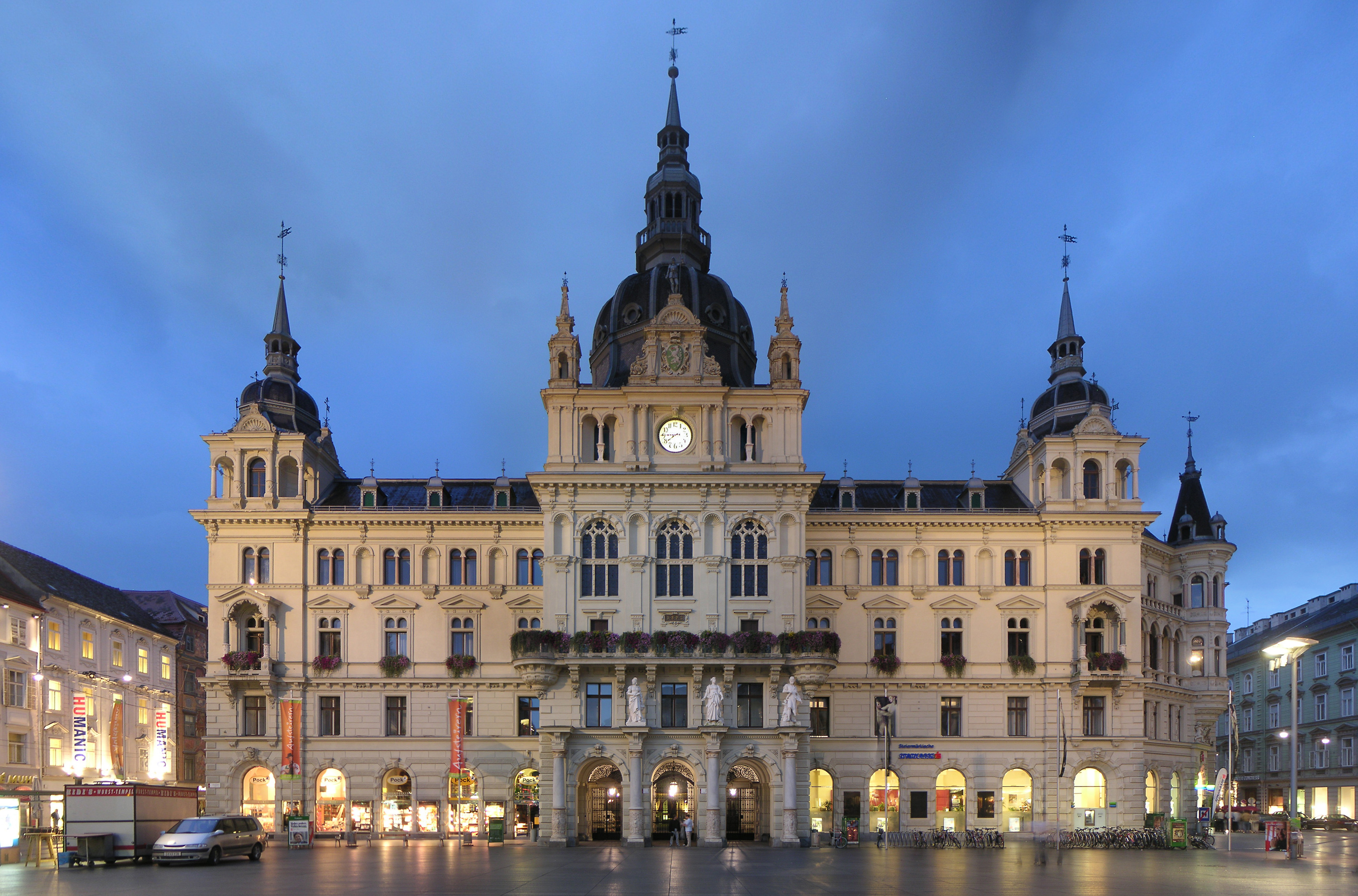
市庁舎
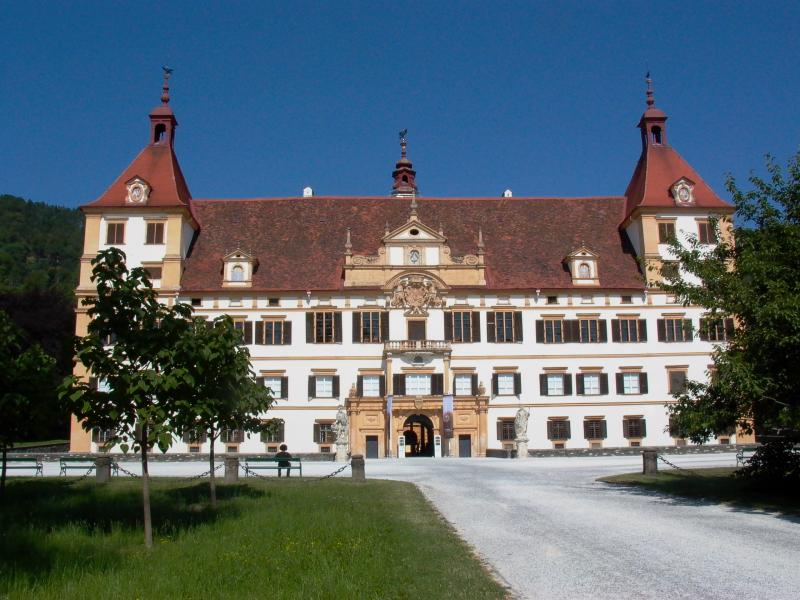
エッゲンベルク城
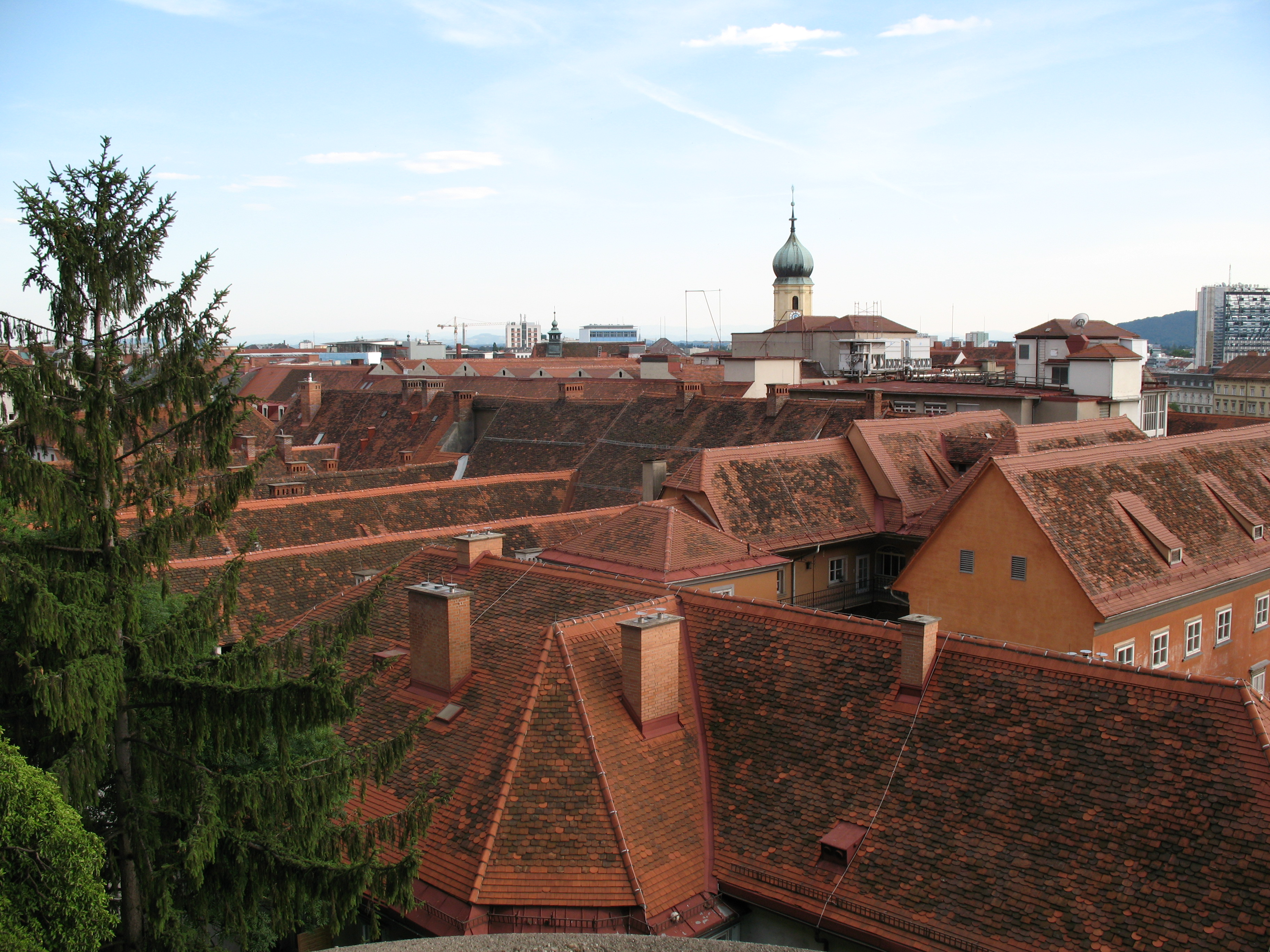
旧市街
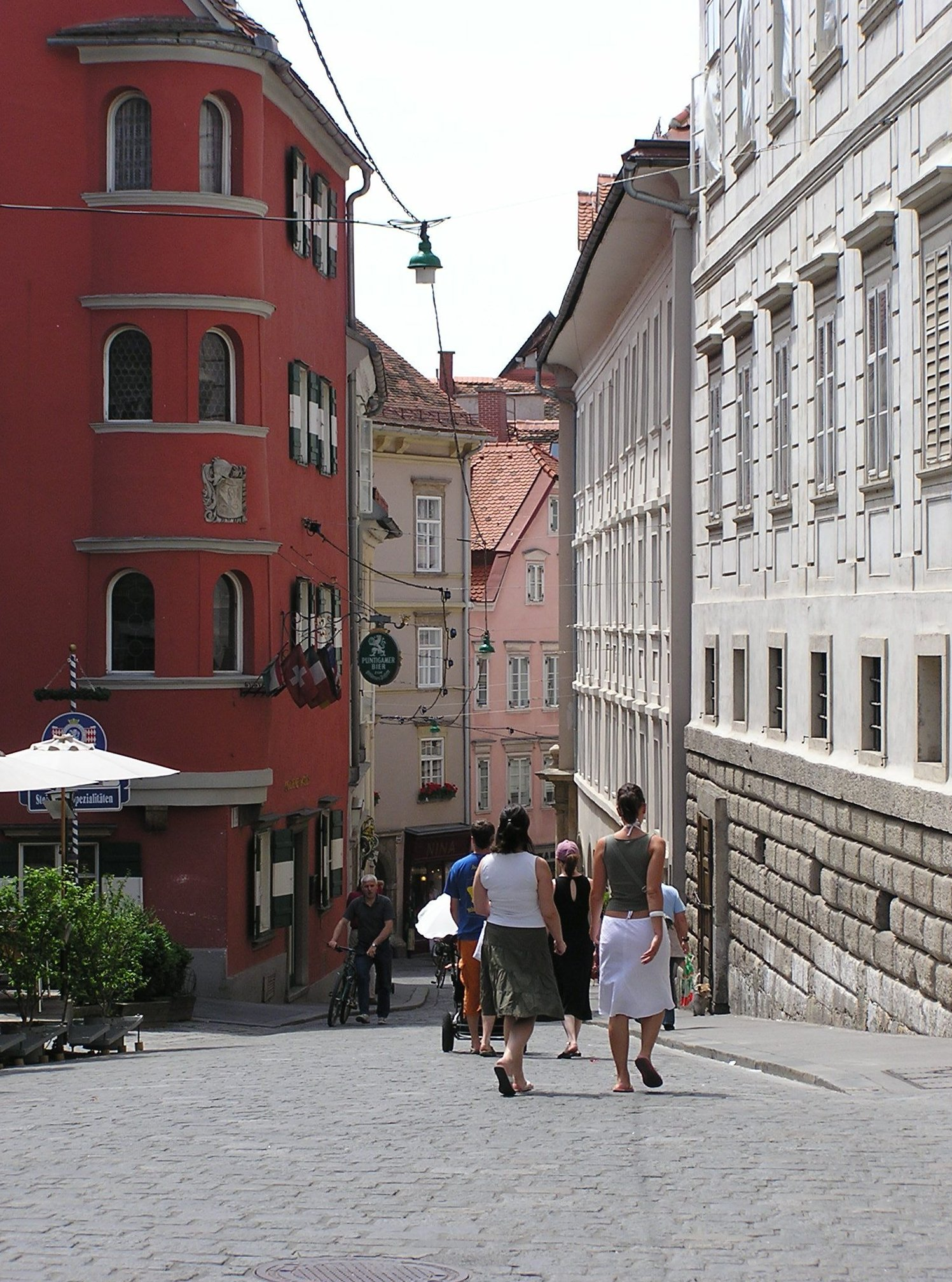
旧市街の路地
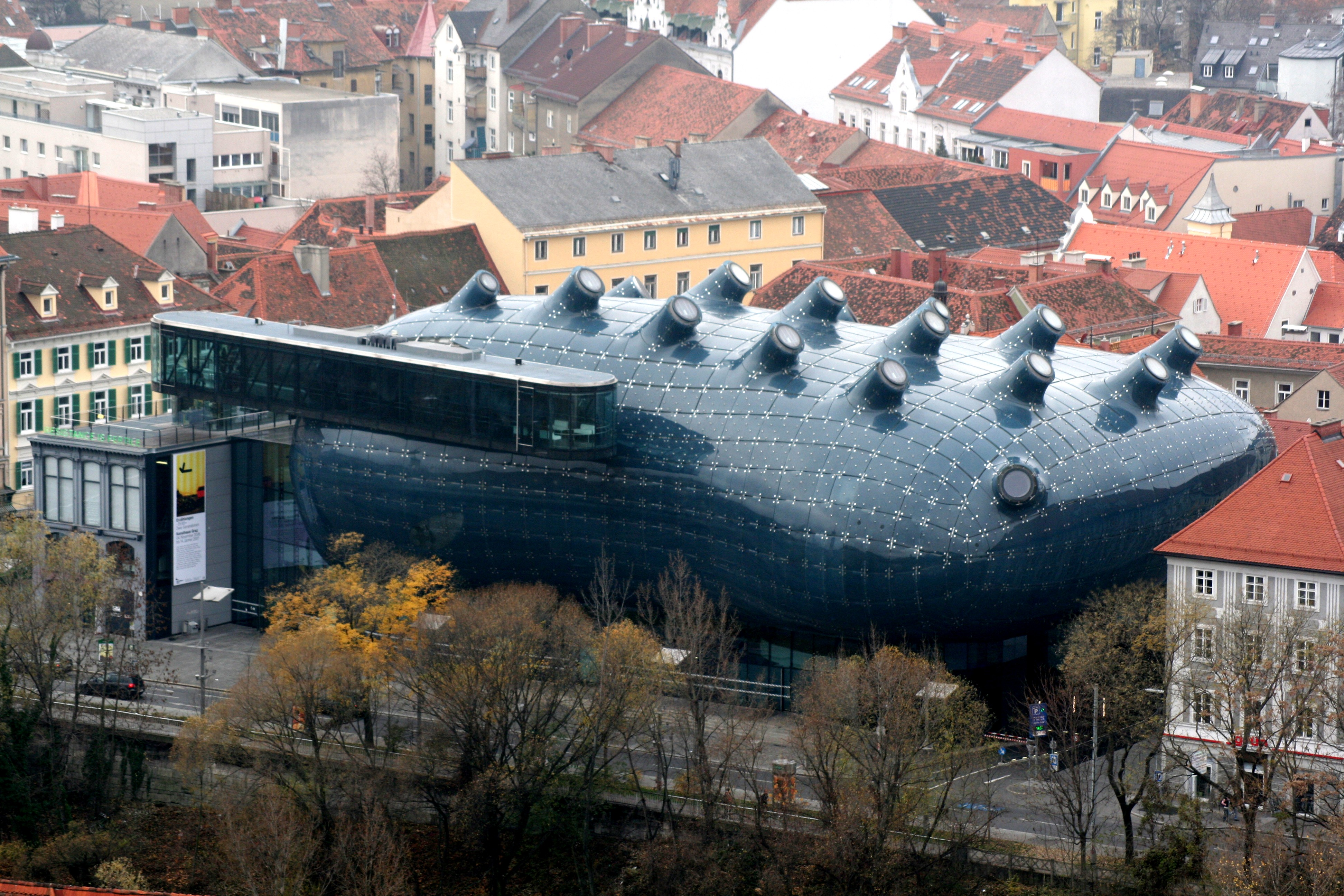
城山から見たクンストハウス
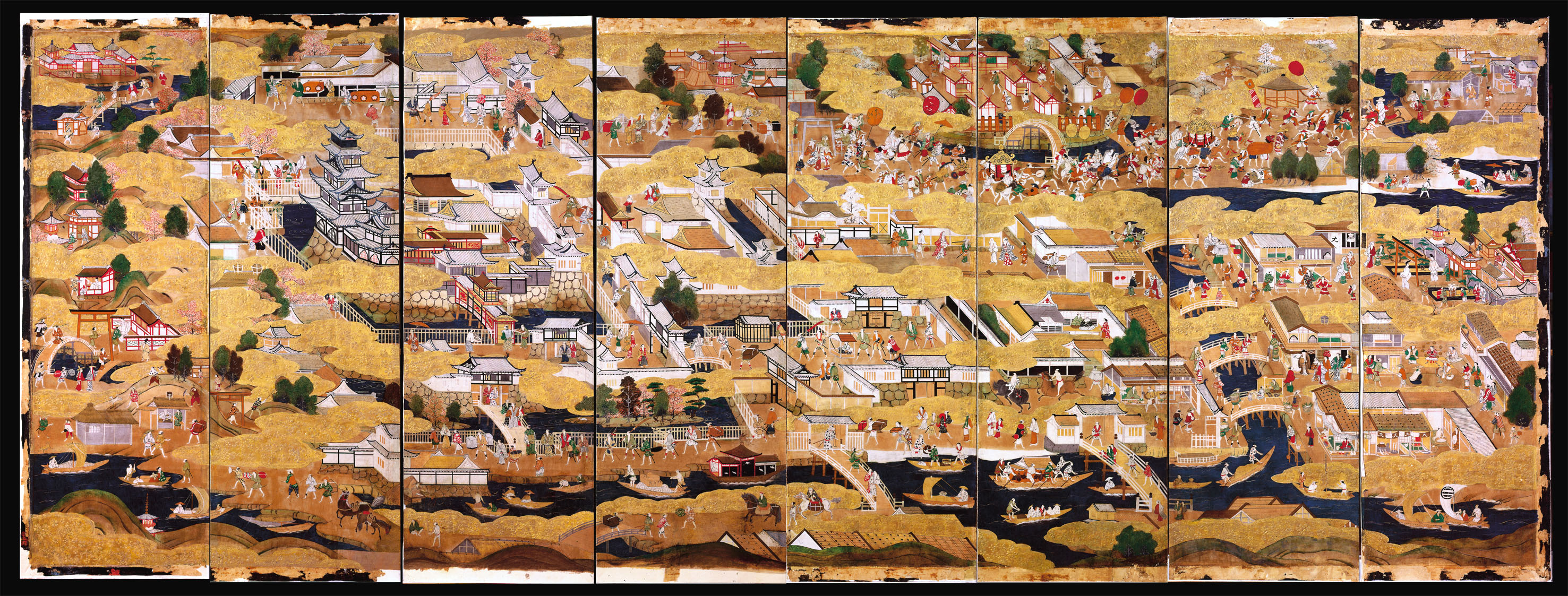
豊臣期大阪図屏風（エッゲンベルク城所蔵）